# Mallow (stacja kolejowa)
Mallow (ang: Mallow railway station) – stacja kolejowa w miejscowości Mallow, w hrabstwie Cork, w Irlandii. Znajduje się na Dublin – Cork i jest częścią Cork Suburban Rail. Została otwarta w 1849 roku. 
Stacja jest zarządzana i obsługiwana przez Iarnród Éireann.

## Linie kolejowe
- Dublin – Cork
- Mallow – Tralee